# Sphenomorphus praesignis
Sphenomorphus praesignis — вид сцинкоподібних ящірок родини сцинкових (Scincidae). Мешкають в Малайзії і Таїланді.

## Поширення і екологія
Sphenomorphus praesignis мешкають на півночі Малайського півострова та на перешийку Кра. Вони живуть в гірських тропічних лісах, на висоті від 820 до 1280 м над рівнем моря.